# Przełączanie klas
Przełączanie klas – proces, w wyniku którego następuje wymiana części stałej łańcucha ciężkiego przeciwciała. Ponieważ ten właśnie element budowy przeciwciała określa jego klasę, całokształt zmian nazywamy właśnie przełączaniem klas. Zjawisko to zachodzi w czasie przekształcania się limfocytu B do komórki plazmatycznej.
Źródłem tego procesu jest zmiana genu dla przeciwciała, która polega na usunięciu dotychczasowego genu C, kodującego część stałą łańcucha ciężkiego, i zastąpieniu go innym genem C, jednak przy zachowaniu istniejącego genu VDJ, odpowiadającego za kodowanie części zmiennej łańcucha ciężkiego. Tak więc mimo zmiany klasy przeciwciała, jego swoistość względem antygenu zostanie zachowana. Kiedy jednak już dojdzie do przełączania klas, zmienią się pewne cechy przeciwciała, które są odpowiedzialne za jego funkcjonowanie, np. przeciwciało może stracić zdolność do aktywacji dopełniacza lub stać się bardziej odporne na proteazy.
Mechanizm przełączania klas jest ściśle związany z rozmieszczeniem genów dla części stałych łańcucha ciężkiego. Najbardziej charakterystycznym i jednocześnie odgrywającym kluczową rolę elementem są sekwencje, znajdujące się przed danym genem C. Noszą one nazwę sekwencje S (ang. switch). Rozkład genów dla części stałych i sekwencji S przedstawia poniższy rysunek:
Szare prostokąty oznaczają sekwencje S. Są one wyróżnione stopniami szarości, gdyż nie są identyczne, co jest niezbędne do selektywnego wyboru konkretnej klasy przeciwciał.
Zastąpienie jednego genu C przez inny następuje w wyniku wypętlenia DNA i usunięcia wypętlonego fragmentu, co jest przedstawione poniżej, rzadziej może też dochodzić do wymiany genu na drodze rekombinacji między chromatydami chromosomów homologicznych. Poniższy schemat przedstawia przełączenie klas z izotypu IgM na izotyp IgG4:
Jak widać, jeśli następuje przełączenie, w wyniku którego pewne geny C znajdą się w wypętlonym, kolistym DNA - są one tracone. Możliwe jest natomiast ponowne przełączenie klasy, z wykorzystaniem jeszcze dalej położonych genów C, dlatego można spotkać limfocyty B, które z przeciwciał klasy IgM przechodzą na przeciwciała IgG, a następnie kończą przełączanie klas, gdy są zdolne do produkcji np. IgA.
Powyższy mechanizm, który wymaga istnienia regionów S, pozwala także zrozumieć zjawisko występowania na niepobudzonych wcześniej antygenem limfocytach B przeciwciał o klasie IgM i IgD (równocześnie). Wynika to bowiem z faktu, że przed genem Cδ nie ma rejonu S. Na skutek alternatywnego składania pierwotnego transkryptu dochodzi w związku z tym do ekspresji zarówno IgM, jak i IgD. Dalsze geny C mają regiony S, stąd też inne klasy przeciwciał nie mogą jednocześnie występować na limfocycie B (z wyjątkiem momentu, kiedy syntetyzowana jest już nowa klasa przeciwciała, a na powierzchni komórki znajdują się jeszcze przeciwciała o starym izotypie).